# Ernest Chambers
Ernest Henry Chambers (Worthing, 7 de abril de 1907-Worthing, 29 de enero de 1985) fue un deportista británico que compitió en ciclismo en la modalidad de pista. Fue hermano del también ciclista Stanley Chambers.
Participó en tres Juegos Olímpicos de Verano entre los años 1928 y 1936, obteniendo dos medallas, plata en Ámsterdam 1928 y plata en Los Ángeles 1932.

## Medallero internacional
| Juegos Olímpicos | Juegos Olímpicos             | Juegos Olímpicos | Juegos Olímpicos |
| Año              | Lugar                        | Medalla          | Competición      |
| ---------------- | ---------------------------- | ---------------- | ---------------- |
| 1928             | Ámsterdam (Países Bajos)     | Medalla de plata | Tándem           |
| 1932             | Los Ángeles (Estados Unidos) | Medalla de plata | Tándem           |